# Borgholzhausen
Borgholzhausen (pronunciación en alemán: /bɔʁkhɔlt͡sˈhaʊ̯zn̩/ⓘ) es un municipio situado en el distrito de Gütersloh, en el estado federado de Renania del Norte-Westfalia, Alemania, con una población a finales de 2016 de unos 8835 habitantes.
Se encuentra ubicado al noreste del estado, en la región de Detmold, cerca de la orilla del río Ems y la frontera con el estado de Baja Sajonia.